# Ronald C. Spiers
Ronald C. Spiers, ameriški častnik, * 20. april 1920, Edinburgh, Škotska, † 11. april 2007, Glasgow, Škotska.

## Življenjepis
Spiers se je rodil v Edinburghu na Škotskem in odrasel v Portlandu (zvezna država Maine).
Pred vojaško službo je hodil na kolidž. Ob začetku druge svetovne vojne je vstopil v Kopensko vojsko ZDA. Zaradi dobrih rezultatov ob osnovnem urjenju in izobrazbe je postal častnik. 
Prostovoljno je bil premeščen k padalskim enotam, kjer so ga dodelili 506. padalskemu pehotnemu polku, kjer je postal vodni poveljnik v četi D. Na tem položaju je sodeloval v vojni od operacije Overlord naprej. 
Januarja 1945 je postal poveljnik čete E, saj med napadom na belgijsko mesto Foy zamenjal nesposobnega poveljnika in sam prevzel poveljstvo nad napadom. Takrat se je izkazal v boju, ko je sam pretekel mesto, ki je bilo zasedeno z Nemci, prenesel sporočilo ameriški enoti na drugi strani mesta in se po isti poti vrnil k lastni enoti, čeprav je bil nenehno pod sovražnikovim ognjem. Za to dejanje je bil povišan v stotnika.
Med drugo svetovno je postal »znan« tudi zaradi tega, ker je ustrelil lastnega podčastnika in skupino nemških vojnih ujetnikov.
Po koncu vojne se je vrnil v Anglijo, kjer je ugotovil, da je angleška vdova, s katero se je poročil leta 1943, spet skupaj z bivšim možem, ki sploh ni padel v boju, ampak je bil v vojnem ujetništvu. Njegov sin, Robert Spiers, je pozneje postal major v King's Royal Rifle Corps.
Potem je sklenil, da ostane v KOV ZDA. Udeležil se je korejske vojne.
Leta 1956 je opravil tečaj ruščine v Montereyu in postal zvezni častnik pri Rdeči armadi v Potsdamu. 
Leta 1958 je postal guverner vojaškega zapora Spandau, v katerem je bil zaprt Rudolf Hess.
Leta 1962 je bil kot del ameriške misije poslan v Laos, kjer je deloval v Kraljevi laoški kopenski vojski.
Večjo slavo in prepoznavnost je dosegel ob izidu HBOjeve mini serije Peščica izbranih; v seriji ga je upodobil Matthew Settle.

## Napredovanja
- 1942 - poročnik
- ? - nadporočnik
- 1945 - stotnik

## Odlikovanja
- srebrna zvezda (1944)